# 밀레니엄 팰컨

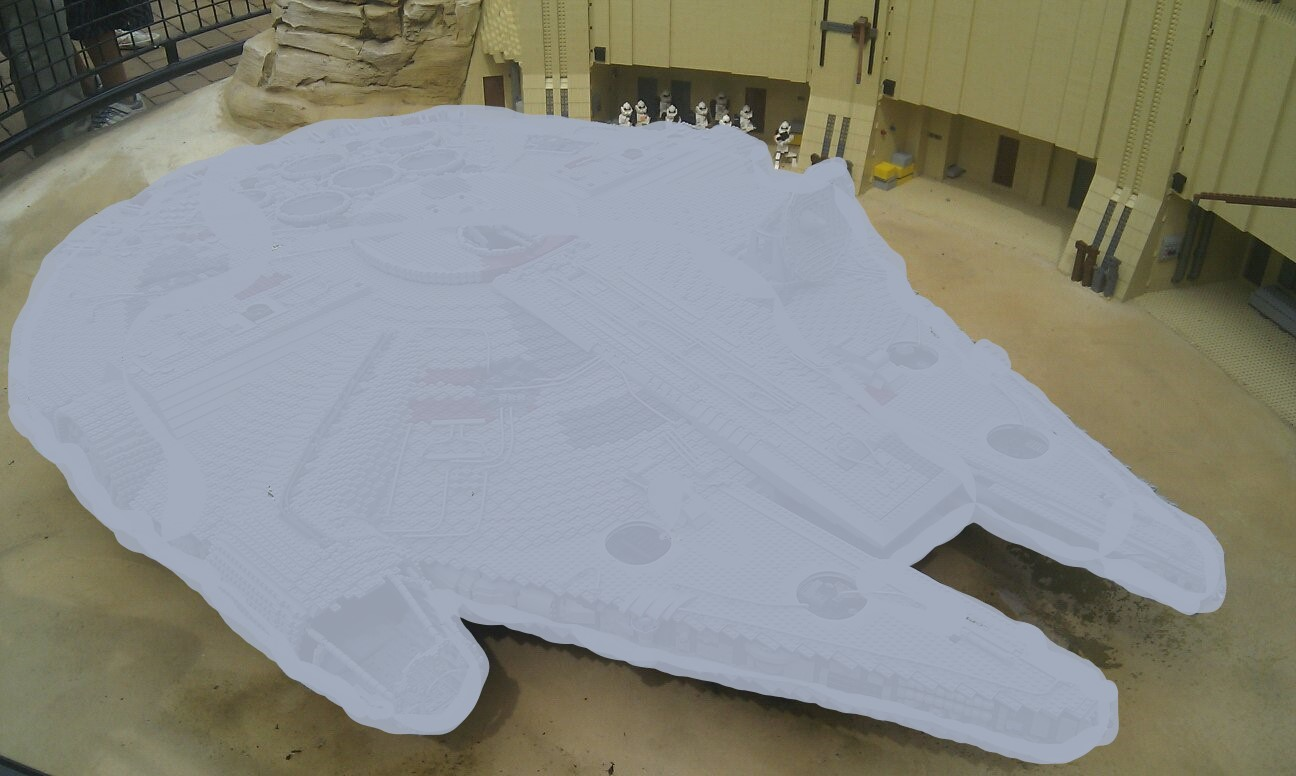
레고로 만든 밀레니엄 팰컨 모형

밀레니엄 팰컨(Millennium Falcon)은 《스타 워즈》 에피소드 4부터 에피소드 7까지 출연하던 (3편에서 잠시 등장)한 솔로와 우키족 츄바카가 같이 타던 우주선이었다.
원래는 랜도 칼리시안의 우주선이었지만 내기에서 한 솔로가 이겨 자신의 것으로 만들고 밀수선으로서의 개조를 통해 케셀 런을 12파섹에 주파하는 은하계에서 가장 빠른 우주선이 되었다. 루크 스카이워커와 레아 오르가나가 탑승한 것을 계기로 반란군 연합에 가담해 주인공들이 주로 타는 우주선이 되었다.

## 케셀 런
케셀 런은 18 파섹의 길이인데, 한 솔로는 블랙홀에 접근하는 위험한 항로를 설정해서 13 파섹에 근접하는 12.xx 파섹 거리로 주파했다. 이를 과장해서 12파섹 미만으로 주파했다고 자랑한다.

## 탑승자 목록
- 한 솔로(선장)
- 츄바카(1등 항해사)
- 루크 스카이워커
- 레아 오르가나
- 오비완 케노비
- 핀
- 레이(현 선장)
- C-3PO
- R2-D2
- BB-8
- 랜도 캘리시언(전 소유자)
- 니엔 넌브
- 포 다메론